# بهروز پیروزیان
بهروز پیروزیان (زاده ۷ آبان ۱۳۳۴ – درگذشته ۲۳ فروردین ۱۴۰۳) بازیگر سینما و تلویزیون اهل ایران بود.

## بازیگری
- دیوار (۱۳۸۶)
- منفی هجده (۱۳۸۶)
- مسیح (۱۳۸۴)
- سفر به شرق (۱۳۸۰)
- آقای رئیس‌جمهور (۱۳۷۹)
- لوکوموتیوران (۱۳۷۹)
- اعتراض (۱۳۷۸)
- مجروح جنگی (۱۳۷۷)
- شوک (۱۳۷۵)
- نابخشوده (۱۳۷۵)
- فرار مرگبار (۱۳۷۴)
- مرد نامرئی (۱۳۷۴)
- هفت گذرگاه (۱۳۷۴)
- یحیی (۱۳۷۴)
- مرد پنجم (۱۳۷۳)
- منطقه ممنوع (۱۳۷۳)
- هدف (۱۳۷۳)
- آخرین خون (۱۳۷۲)
- آنها هیچ‌کس را دوست ندارند (۱۳۷۲)
- گریز (۱۳۷۱)
- مجسمه (۱۳۷۱)
- آب را گل نکنید (۱۳۶۸)
- آخرین پرواز (۱۳۶۸)
- گراند سینما (۱۳۶۷)
- ردپایی بر شن (۱۳۶۶)

### تلویزیونی
- دلنوازان
- شاید برای شما هم اتفاق بیفتد
- بچه‌مهندس (فصل ۲)